# Ines Geipel

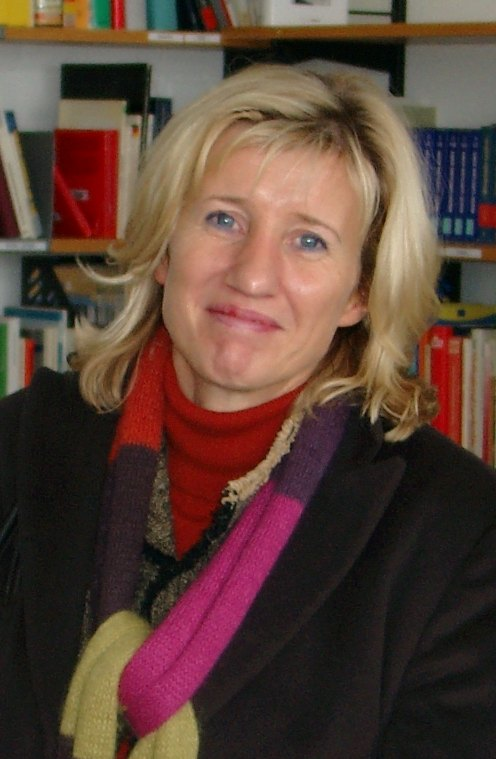
Ines Geipel in 2004

Ines Geipel (Dresden, 7 juli 1960) was in het begin van de jaren tachtig een succesvol DDR-atlete, die zich had toegelegd op de sprint. Zij maakte in die periode vooral furore op de 4 x 100 m estafette. Tegenwoordig is zij schrijfster en hoogleraar aan de "Hochschule für Schauspielkunst „Ernst Busch“ Berlin" in Berlijn.

## Atletiekloopbaan
De in Dresden opgegroeide Geipel startte in 1977 met de atletieksport bij SC Motor Jena. Aan het begin van de jaren tachtig werd zij op grond van haar sprintprestaties opgenomen in het nationale estafetteteam van de DDR. In 1984 vestigde zij, onder de naam Ines Schmidt, als lid van het estafetteteam van SC Motor Jena samen met Bärbel Wöckel, Ingrid Auerswald en Marlies Göhr in Erfurt met 42,20 s op 4 x 100 m een wereldrecord voor verenigingsteams.
Nadat zij in 1984 tijdens een trainingskamp ter voorbereiding op de Olympische Spelen verliefd was geworden op een Mexicaanse snelwandelaar, vatte zij het plan op om de DDR te ontvluchten. Het Ministerie van Staatsveiligheid verijdelde deze vluchtplannen echter en legde Ines Geipel represaillemaatregelen op. Zo werd zij in 1985 gedwongen om haar sportieve carrière af te breken en startte zij met de studie Germanistiek aan de Friedrich-Schiller universiteit in Jena. Haar proefschrift, met daaraan gekoppeld een professioneel perspectief, werd echter geweigerd vanwege haar contacten met de oppositie in Jena. In de zomer van 1989 ontvluchtte Geipel de DDR via Hongarije en ging naar Darmstadt, waar zij filosofie en sociologie studeerde.

## Record geschrapt
Nadat door de Duitse hereniging op 3 oktober 1990 de DDR had opgehouden te bestaan, werd in de loop van de jaren negentig duidelijk, dat in de DDR gedurende de 41 jaar van haar bestaan zo’n 10.000 atleten, deels onbewust, op georganiseerde wijze onderworpen waren geweest aan het gebruik van dopingproducten. Ines Geipel was daar een van en was om die reden in 2000 als een van de aanklaagsters betrokken bij een rechtszaak in Berlijn tegen de DDR. Daarbij werd de toenmalige chef van de Duitse Turn- en Sportbond, tevens voorzitter van het Nationaal Olympisch Comité van de DDR, Manfred Ewald, veroordeeld tot een voorwaardelijke straf van 22 maanden wegens medeplichtigheid in twintig gevallen. Het vonnis werd bevestigd door het Federale Hof, dat de kwestie van de gedwongen doping omschreef als een middelzwaar misdrijf. Geipel werd hierbij door het Federaal Administratiebureau erkend als dopingslachtoffer.
Op 28 juli 2005 verzocht de voormalige atlete de Duitse Atletiekbond vervolgens om haar naam uit de recordlijst te schrappen, omdat zij op onvrijwillige basis onderworpen was geweest aan het gedwongen dopingsysteem en haar record dus het gevolg was geweest van het moedwillig toebrengen van lichamelijk letsel. In eerste instantie werd haar verzoek verworpen, maar in mei 2006 alsnog gehonoreerd en werd Ines Geipels naam in de recordlijst vervangen door een sterretje.

## Familie
Geipels grootvader, Otto Grunert (1905), was Unterscharführer bij Schutzstaffel en Landesoberinspektor op het politiebureau van Riga in de periode 1941-1944. Haar Vader, Lothar Geipel, was een STASI-informant in de voormalige DDR. IM Gerhard was verantwoordelijk voor de voorbereiding van terreur in West-Duitsland in de periode 1972-1984. Haar broer Robert "Robby" Geipel (1967-2018) was hoogleraar beeldende kunst aan een school.